# 臺北市立北投國民中學
臺北市立北投國民中學（英語：Taipei Betiou Junior High School），簡稱北投國中、PTJH、BTJH，是位於臺北市北投區一所公立國中。

## 校史
北投國中原為日治時期北投尋常小學校，太平洋戰爭結束後在當地熱心教育人士奔走之下，1946年6月請准臺北縣政府將該校改為北投初級中學。
1961年8月，增設夜間部。
1968年7月，為配合九年國民義務教育之實施改為陽明山管理局北投國民中學。
1970年，停辦夜間部。
1973年、1974年，實施男女分校後專收女生。
1974年，陽明山管理局改制，北投國中改隸臺北市、更名為臺北市立北投國民中學。
1981年，奉准設立國中附設補校。

## 歷任校長
| 任次 | 姓名   | 任職時間            |
| ---- | ------ | ------------------- |
| 1    | 周碧   | 1946年6月─1947年7月 |
| 2    | 周金盛 | 1947年8月─1949年2月 |
| 3    | 徐敏之 | 1949年3月─1949年7月 |
| 4    | 李瑞衡 | 1949年8月─1958年1月 |
| 5    | 陳則蔡 | 1958年2月─1972年6月 |
| 6    | 馬鴻勛 | 1972年7月─1975年8月 |
| 7    | 徐駿德 | 1975年8月─1978年8月 |
| 8    | 鄭顯三 | 1978年8月─1985年8月 |
| 9    | 廖清源 | 1985年8月─1989年8月 |
| 10   | 邵忠雄 | 1989年8月─1993年8月 |
| 11   | 鄭茂正 | 1993年8月─1997年8月 |
| 12   | 林煌欽 | 1997年8月─2005年8月 |
| 13   | 俞玲琍 | 2005年8月─2011年8月 |
| 14   | 李素珍 | 2011年8月─2019年8月 |
| 15   | 陳澤民 | 2019年8月─          |

## 爭議事件
2019年4月，時任該校教師王姓教師因是否開冷氣與學生發生爭執，基於成年人故意對少年公然侮辱之犯意，經士林地方法院判決拘役20日。

## 外部連結
- 臺北市立北投國民中學 （页面存档备份，存于）
- 北投國中的Facebook專頁